# Buffalo Jim
Buffalo Jim è un cortometraggio muto del 1914 diretto da Ulysses Davis.

## Produzione
Il film fu prodotto dalla Vitagraph Company of America

## Distribuzione
Il film - un cortometraggio in una bobina - uscì nelle sale statunitensi il 2 marzo 1914, distribuito dalla General Film Company.